# Pakasjärve
Pakasjärve este o arie protejată (arie specială de conservare — SAC, sit de importanță comunitară — SCI) din Estonia întinsă pe o suprafață de 18,5 ha, integral pe uscat.

## Localizare
Centrul sitului Pakasjärve este situat la coordonatele 59°18′55″N 25°49′17″E / 59.3152°N 25.8215°E.

## Înființare
Situl Pakasjärve a fost declarat sit de importanță comunitară în aprilie 2004 pentru a proteja un număr necunoscut de specii din flora spontană și fauna sălbatică aflate în arealul zonei. Situl a fost protejat și ca arie specială de conservare în iunie 2005.

## Biodiversitate
Situată în ecoregiunea boreală, aria protejată conține 1 habitat natural: Lacuri și iazuri distrofice naturale.
La baza desemnării sitului se află un număr nedeclarat de specii protejate.